# Литтон-Кобболд, Генри, 3-й барон Кобболд
Генри Фромантил Литтон-Кобболд, 3-й барон Кобболд (англ. Henry Lytton-Cobbold, 3rd Baron Cobbold; род. 12 мая 1962) — британский сценарист и аристократ. В настоящее время он живёт в Небуорт-хаусе в Хартфордшире, Англия.

## Биография
Родился 12 мая 1962 года. Старший сын Дэвида Литтона-Кобболда, 2-го барона Кобболда (1937—2022), и Кристины Элизабет Стукли (род. 1940).
В мае 2022 года после смерти своего отца Генри унаследовал титул 3-го барона Кобболда.
По образованию сценарист, Литтон-Кобболд был ассистентом на съемках фильма «Стрельба», часть которого снималась в Небуорт-Хаусе, а впоследствии работал над фильмом «Вода». С 1987 по 1993 год он жил в Лос-Анджелесе и был сценаристом нескольких телешоу, в том числе «Lake Consequence». Он вернулся в Великобританию и жил в деревне Небуорт до 2000 года, когда он взял на себя ежедневное управление Небуорт-хаусом от своего отца. В этот период он продолжал заниматься своим ремеслом, написав в 1997 году сценарий «Ночи заброшенности» для эпизода «Дневников красной куфельки».
В 2008 году он участвовал — и выиграл — в дебатах со Скоттом Райсом, основателем конкурса художественной литературы Бульвера-Литтона, конкурса плохих писателей, ежегодно спонсируемого Государственным университетом Сан-Хосе, на тему литературной репутации его предка Эдварда Бульвер-Литтона. Дебаты проходили в Литтоне, Британская Колумбия, названном в честь писателя; мэр ясно дал понять, что город поддерживает сторону Бульвер-Литтона. В 2017 году Генри Литтон-Кобболд опубликовал двухтомную книгу об Эмили Бульвер-Литтон, дочери его предка Эдварда Бульвер-Литтона.

## Публикации
Генри Литтон Кобболд и Мэри Летиша Грин: В лоне своего отца — Жизнь и смерть Эмили Бульвер-Литтон, полное иллюстрированное издание в двух томах, Небуорт 2017, ISBN 978-0-9539649-5-6

## Семья
В 1987 году Генри Литтон-Кобболд женился на Марте Фрэнсис Бун, дочери Джеймса Бьюфорда Буна Младшего. У супругов было двое детей:
- Достопочтенная Морвенна Грей Литтон Кобболд (род. 16 августа 1989 г.)[4]
- Достопочтенный Эдвард Стьюкли Фромантил Литтон-Кобболд (род. 23 апреля 1992 г.)

Потомок британского писателя-романиста Эдварда Бульвер-Литтона.